# Бельманка
Бельма́нка (укр. Більманка) — село, Бельманский сельский совет, Бильмакский район, Запорожская область, Украина.
Код КОАТУУ — 2322781301. Население по переписи 2001 года составляло 455 человек.
Является административным центром Бельманского сельского совета, в который, кроме того, входят сёла Бережное.

## Географическое положение
Село Бельманка находится на левом берегу реки Берда, выше по течению на расстоянии в 2,5 км расположено село Бережное, ниже по течению на расстоянии в 2,5 км и на противоположном берегу расположено село Ланцевое. По селу протекает пересыхающий ручей с запрудами.

## История
- Село Бельманка основана в 1807—1812 гг.
- В XIX веке село Бельманка было в составе Цареконстантиновской волости Александровского уезда Екатеринославской губернии[3].
- 17 июля 2020 года в результате административно-территориальной реформы село вошло в состав Пологовского района.

## Экономика
- Бильманское хлебоприемное предприятие, ОАО.

## Объекты социальной сферы
- Школа.
- Детский сад.
- Дом культуры.
- Фельдшерско-акушерский пункт.
- Музей истории села.

## Достопримечательности
- Братская могила советских воинов.